# Li Wen-hua
Li Wen-hua, auch Li Tsai-yi (chinesisch 李采懌; * 3. Dezember 1989 in Kaohsiung), ist eine taiwanische Leichtathletin, die sich auf den Diskuswurf spezialisiert hat.

## Sportliche Laufbahn
Erste internationale Erfahrungen sammelte Li Wen-hua im Jahr 2006, als sie bei den Juniorenasienmeisterschaften in Macau mit einer Weite von 46,97 m den vierten Platz belegte und anschließend bei den Juniorenweltmeisterschaften in Peking mit 43,33 m in der Qualifikation ausschied. Im Jahr darauf klassierte sie sich bei den Asienmeisterschaften in Amman mit 49,83 m auf dem fünften Platz und 2008 gewann sie bei den Juniorenasienmeisterschaften in Jakart mit 52,15 m die Bronzemedaille und erreichte daraufhin bei den Juniorenweltmeisterschaften in Bydgoszcz mit 47,08 m Rang zwölf. 2009 schied sie bei der Sommer-Universiade in Belgrad mit 50,68 m in der Qualifikation aus, wie auch bei den anschließend in Berlin stattfindenden Weltmeisterschaften mit 53,88 m. Bei den Asienmeisterschaften in Guangzhou wurde sie mit 50,27 m Sechste und gewann kurz darauf bei den Ostasienspielen in Hongkong mit einem Wurf auf 55,35 m die Bronzemedaille hinter den Chinesinnen Li Yanfeng und Xu Shaoyang. Im Jahr darauf nahm sie erstmals an den Asienspielen in Guangzhou teil und belegte dort mit 55,42 m den fünften Platz.
2011 belegte sie bei den Asienmeisterschaften in Kōbe mit 55,59 m den fünften Platz und erreichte anschließend bei den Studentenweltspielen in Shenzhen mit 56,48 m Rang sechs. Im Jahr darauf wurde sie bei den Hallenasienmeisterschaften in Hangzhou mit 13,80 m Vierte im Kugelstoßen und nahm im Sommer im Diskuswurf an den Olympischen Spielen in London teil, schied dort aber mit 59,91 m in der Qualifikation aus. 2013 gewann sie dann bei den Asienmeisterschaften in Pune mit einer Weite von 55,32 m die Bronzemedaille hinter den Chinesinnen Su Xinyue und Jiang Fengjing. 2014 nahm sie erneut an den Asienspielen in Incheon teil und belegte dort mit 52,46 m den sechsten Platz.
2015 belegte sie bei den Asienmeisterschaften in Wuhan mit 53,08 m den fünften Platz und wurde anschließend bei der Universiade in Gwangju mit 54,80 m Sechste. 2017 klassierte sie sich bei den Asienmeisterschaften in Bhubaneswar mit 54,48 m auf dem vierten Platz und erreichte anschließend bei den Studentenweltspielen in Taipeh mit 51,73 m Rang elf.
In den Jahren 2007 und 2009 wurde Li taiwanesische Meisterin im Diskuswurf.

## Persönliche Bestleistungen
- Kugelstoßen: 15,02 m, 23. Oktober 2011 in Changhua
  - Kugelstoßen (Halle): 13,80 m, 18. Februar 2012 in Hangzhou
- Diskuswurf: 60,23 m, 25. Mai 2012 in Taipeh (taiwanischer Rekord)